# 阿什利 (印第安納州)
阿什利（英語：Ashley）是一個位於美國印地安納州迪卡爾布縣和斯托本縣的城鎮。

## 地理
阿什利的座標為41°31′34″N 85°03′53″W / 41.52611°N 85.06472°W，而該地的平均海拔高度為305米（即1001英尺）。

## 人口
根據2010年美國人口普查的數據，阿什利的面積為4.55平方千米，均為陸地。當地共有人口983人，而人口密度為每平方千米216人。